# 1960年モナコグランプリ
座標: 北緯43度44分4.74秒 東経7度25分16.8秒 / 北緯43.7346500度 東経7.421333度
1960年モナコグランプリ (XVIII Grand Prix Automobile de Monaco) は、1960年F1世界選手権の第2戦として、1960年5月29日にモンテカルロ市街地コースで開催された。

## レース概要

### 背景

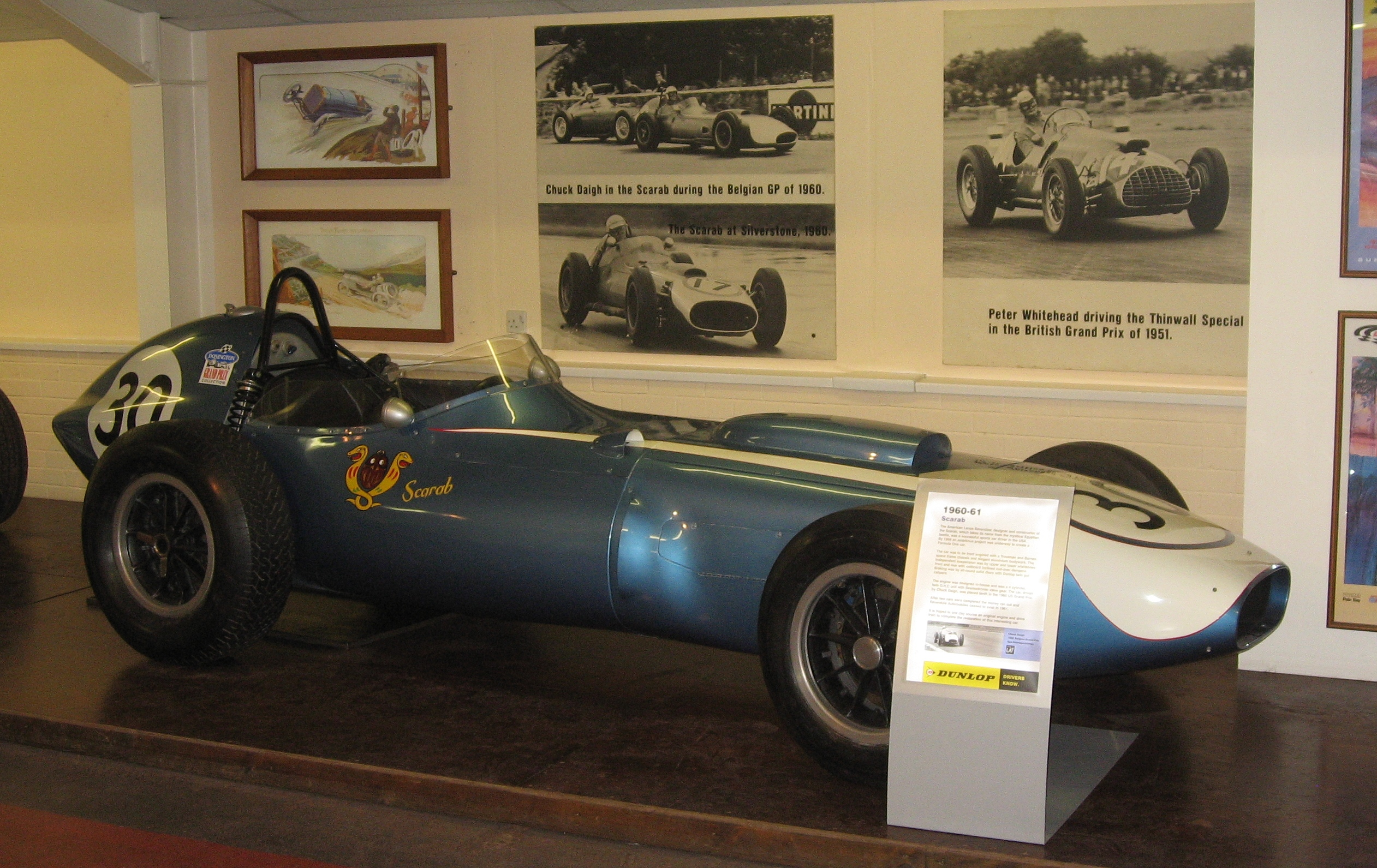
スカラブ・タイプ1のデビュー

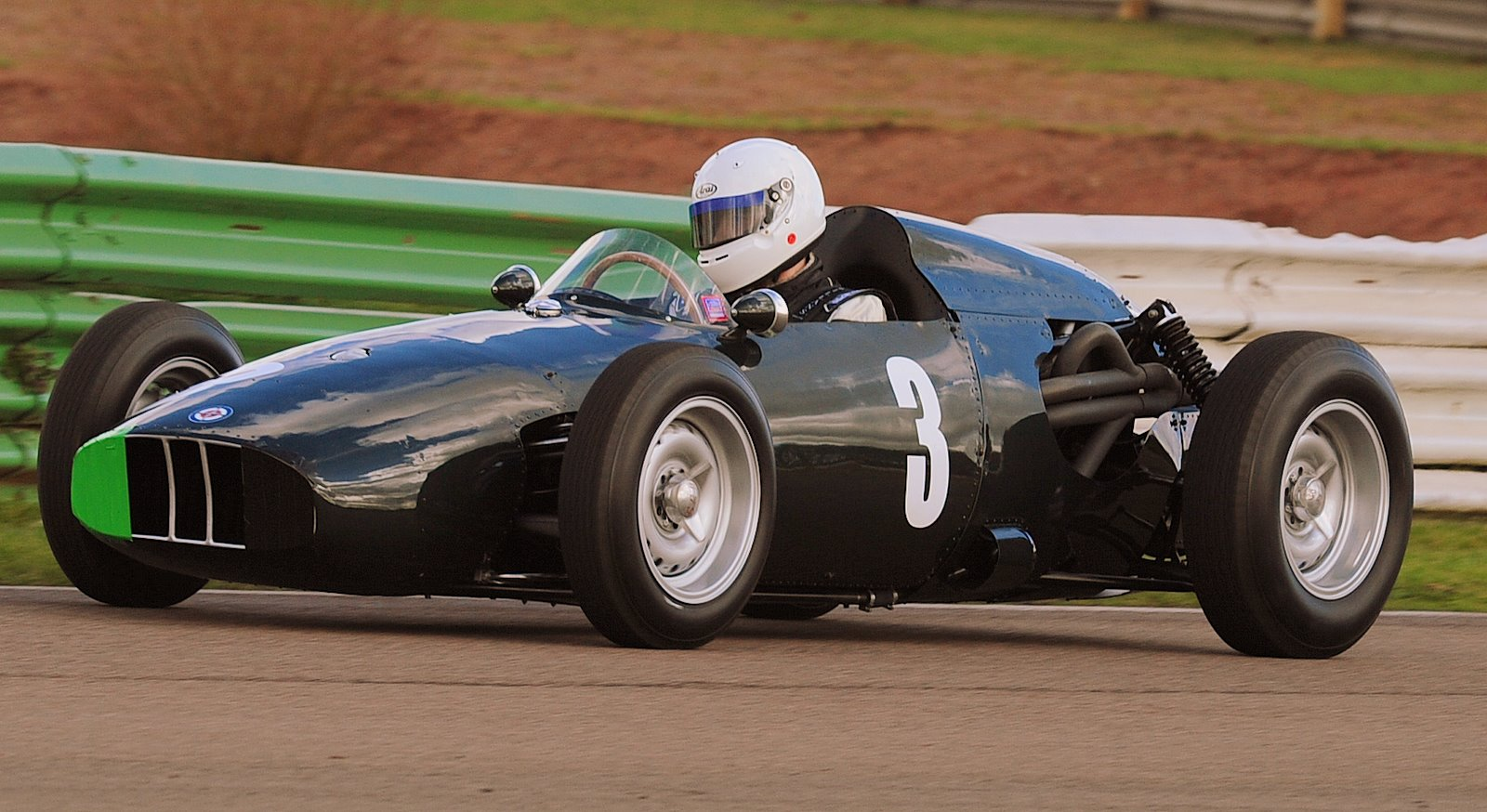
BRM・P48の初レース

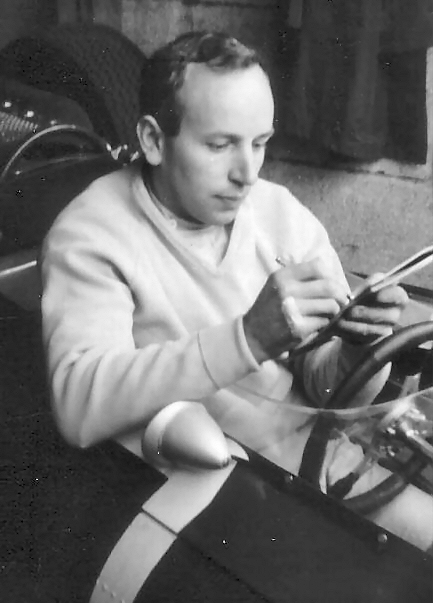
後にチャンピオンとなるジョン・サーティースのデビュー

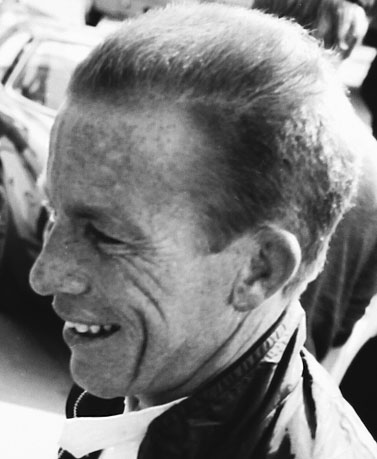
リッチー・ギンサーのデビュー（写真は1966年）

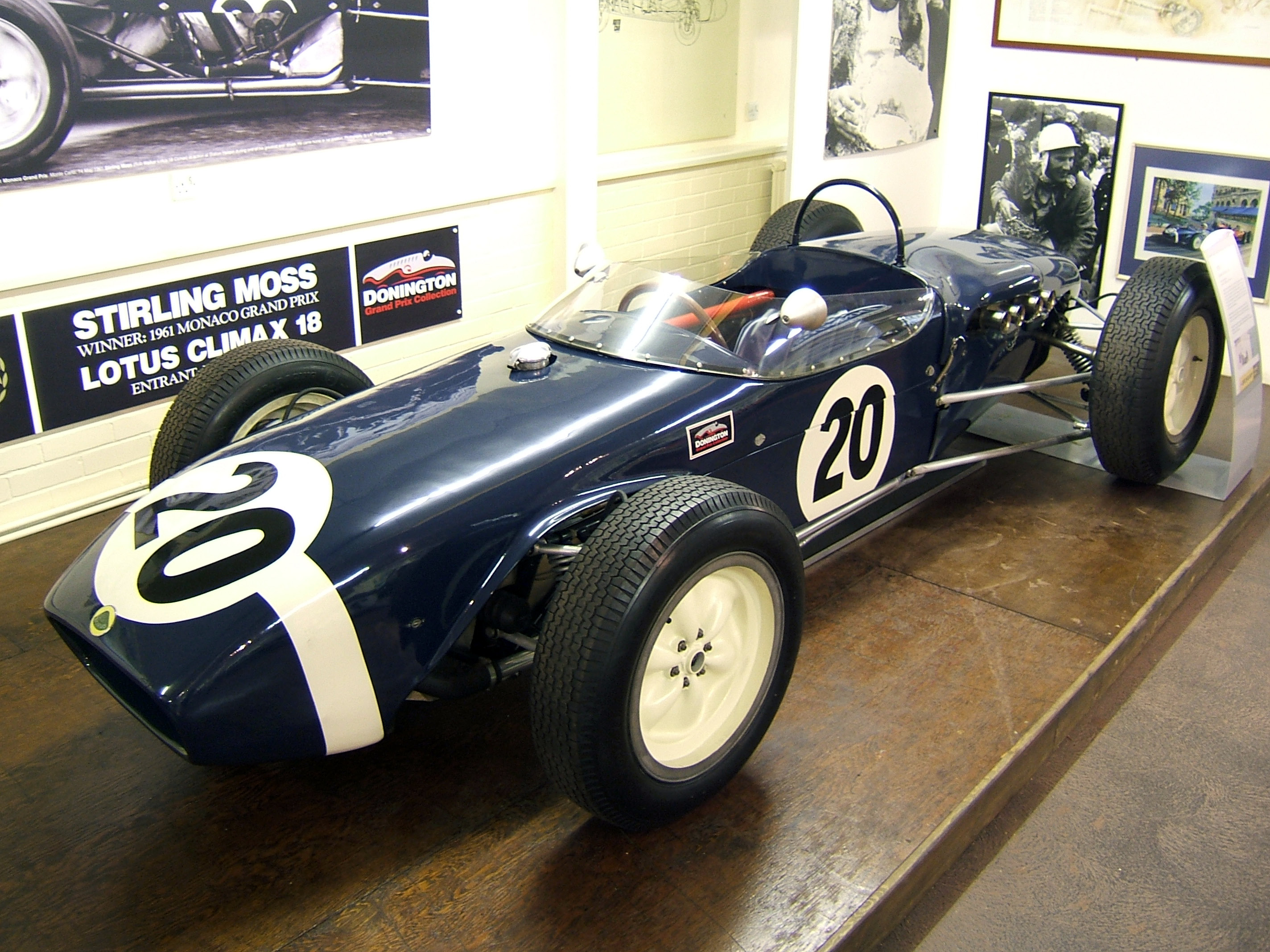
ロータス・18：1960年モナコGPでスターリング・モスがドライブした優勝車

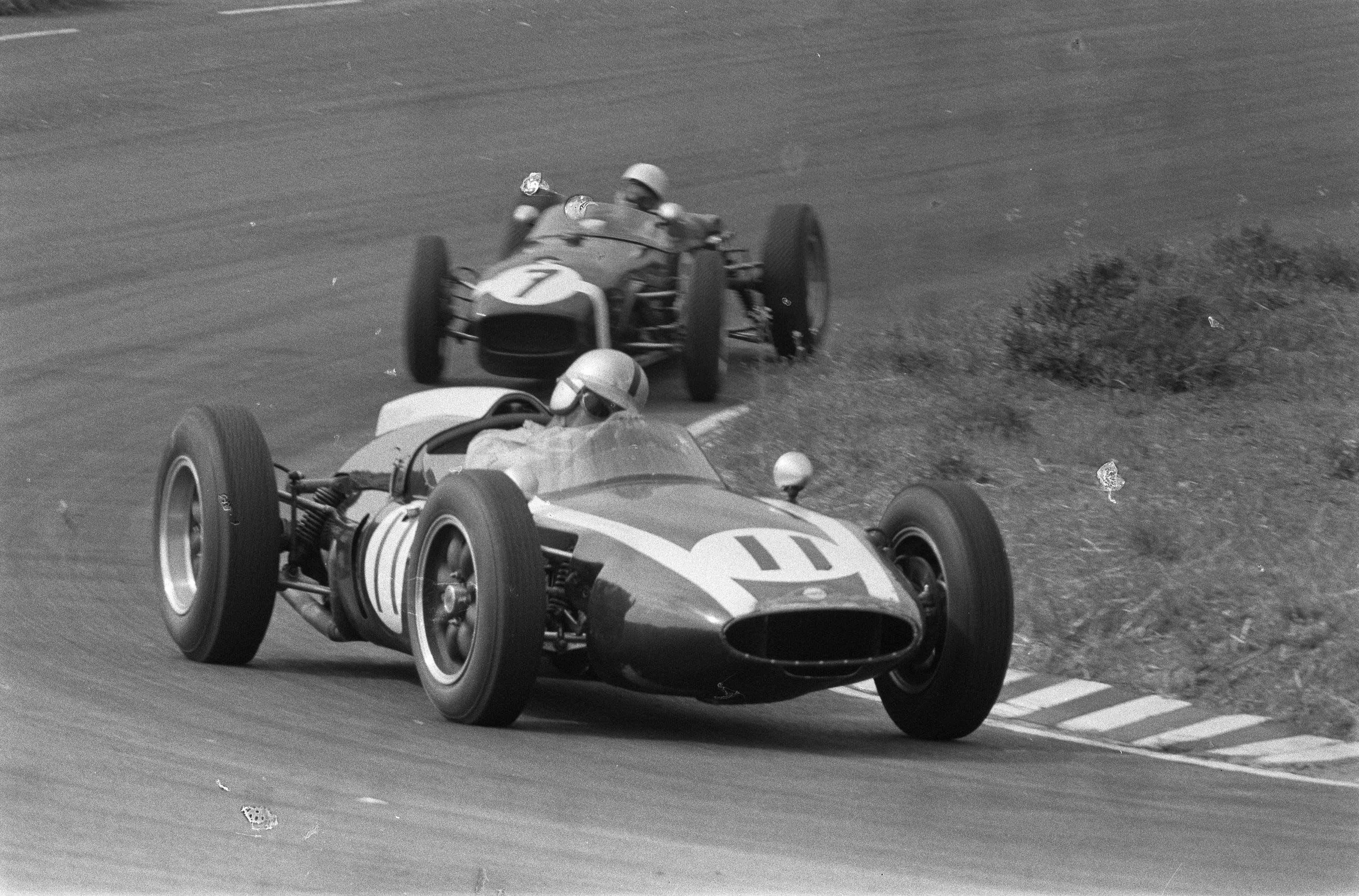
クーパー・T53のデビュー（1960年オランダGPでジャック・ブラバムがドライブする同車）

モナコグランプリはシーズン開幕から間もなく行われた。開幕戦のアルゼンチングランプリとそれに続く休暇の間に多くのチームが新車の開発準備を整えた。BRMは3名のドライバーに新型のBRM・P48を準備した。それはP25の発展型で、大きく異なる点はエンジンがドライバーの後方に配置されたことであった。P48はP25同様に非常に信頼性が低く、シーズンで獲得したポイントは僅かであった。BRMはグラハム・ヒルとヨー・ボニエに加えて、シーズンの終わりまでに新たなレギュラードライバーとしてダン・ガーニーを加入させた。クーパー・クライマックスは新型のクーパー・T53を初めて投入した。同車はT51の発展型で、より強力なエンジンを搭載し、斜体は平坦で幅が狭くT51より流線型で高速域での競争力が高められていた。ロータスは開幕戦に1台だけ投入したロータス・18を全てのドライバーに用意した。後にチャンピオンとなるジョン・サーティースはロータスからF1選手権へのデビューを果たす。フェラーリもフロントエンジンからリアエンジンへのスイッチにトライし、ディーノ・246F1のスペシャルバージョンである246Pを投入した。この変換のためにフェラーリはクーパーを購入し、そのコンセプトを246Pに導入した。246Pはリッチー・ギンサーがドライブした。フェラーリが購入したクーパーは売却され、ジョルジオ・スカルラッティがレースで使用した。その他のフェラーリは、クリフ・アリソン、フィル・ヒル、ヴォルフガング・フォン・トリップスがフロントエンジンのディーノ・246をドライブした。このレースはアリソンにとってフェラーリでの最後のレースとなった。彼は予選で大事故を起こし、重傷を負ってシーズンから撤退、翌シーズン復帰後はロータスをドライブした。
新チームのリヴェントロウ・オートモビルズ・インクがスカラブを用いて参入した。スカラブ・タイプ1はフロントエンジンで、シーズンで何戦かに出走した。ドライバーのチャック・デイ、ランス・リヴェントロウはいずれもF1初参戦となった。多くのドライバーがプライベーターとして参戦を試みた。RRCウォーカー・レーシングチームはスターリング・モスを起用したが、モスは初戦のクーパー・T51に代わってロータス・18をドライブした。モスはスカラブからもエントリーされたが、これを拒否してウォーカーから予選、決勝に出場した。ブライアン・ネイラーは昨年同様に自身のJBWタイプ1をドライブし、それ以外のドライバーはクーパー・T51をドライブした。ブルース・ハルフォードはフレッド・タック・カーズから、ロイ・サルヴァドーリはハイ・エフィシエンシー・モータースから出走した。ヨーマン・クレジット・レーシング・チームは昨シーズンランキング2位のトニー・ブルックスと、新人のクリス・ブリストウを起用した。ジョルジオ・スカルラッティとジーノ・ムナロンが車両を共有し、スクーデリア・セントロ・スッドはマステン・グレゴリー、モーリス・トランティニアン、イアン・バージェスを起用した。
トランティニアン、モス、ブラバムの3名が優勝経験者で、フェラーリとクーパーがコンストラクターズタイトルをかつて獲得していた。ドライバーズランキングはブルース・マクラーレンがアリソン、カルロス・メンディテギーを従えてトップに立っている。コンストラクターズランキングではクーパー、フェラーリの順であった。タイヤはスカラブがグッドイヤーを使用し、その他はダンロップを使用した。本グランプリはその後数十年に渡って数多くの勝利を重ねていったグッドイヤーのF1グランプリデビューであった。

### 予選
モスがプラクティスセッションを支配し、2位ブラバムのクーパーよりも1秒速かった。これはモスにとって5回目のポールポジションとなり、ロータスにとっては初となった。2列目はヨーマン・クレジット・レーシング・チームが独占、ブルックスがチームメイトのブリストウを抑えて3位となった。後にはBRMのボニエとヒルが続いた。ロータスファクトリーの3名は7位、13位、15位となり、BRMのガーニーが14位、マクラーレンは11位であった。
フェラーリはその性能劣化を示すこととなった。ヴォルフガング・フォン・トリップスはチームメイト、リッチー・ギンサー、フィル・ヒルの前の8位となった。リアエンジンの246Pはフロントエンジンの246と速さは何ら変わらなかった。クリフ・アリソンはコースアウトし藁のバリアに衝突、意識不明となり地元の病院に搬送された。生命を脅かすほどの大怪我を負ったが、翌年復帰する。しかしながらフェラーリにとってこの事故は、メンバーの更なる損失を意味していた。フェラーリは前年既に重大な事故のためドライバーラインナップの変更を強いられていた。
モナコグランプリのスターティンググリッドは安全上の理由から16に制限されていた。何名かのドライバーがレースに参加できなかったのはこれが理由であった。

### 決勝
スタートの勝負はボニエが制した。ボニエはブラバムとモスを抑えてリードを取った。これに続いてブルックスとブリストウが4位を争った。モナコではオーバーテイクが一般的に困難であったが、このサーキットにおけるロータスの優位性はモスにオーバーテイクの機会を与えた。5周目にモスはブラバムを抜いて2位に浮上、その後数周でボニエに追いつき、17周目にトップに立つ。一方トランティニアンは4周目にギアボックスのトラブルでリタイアした。ブリストウもデビューレースであったが、17周目に同じくギアボックスのトラブルでリタイアした。サーティースもトランスミッションのトラブルで、デビュー戦を完走することはできなかった。ステイシーはシャシーのトラブルで、サルヴァドーリはオーバーヒートのためリタイアした。コース上には10台しか残っていなかった。
モスはボニエを抑えてレースをリードしていた。前年チャンピオンのブラバムが追い上げ、ボニエとの2位争いを始める。20周目にブラバムはボニエを抜くが、27周目に抜き返される。その後天候が変化し、雨が降り始めた。この天候の変化はブラバムに味方し、33周目にボニエとモスを抜いてトップに立つ。4位に付けていたブルックスは路面が濡れたにもかかわらず、クラッシュバリアとの接触を回避して、順位をいくつか下げたもののレースを続けた。その後はマクラーレンとフィル・ヒルが4位争いを繰り広げた。40周目にブラバムがスピン、サン・デボーテで壁に接触する。彼はレースを継続するためマシンをマーシャルに押してもらったが、この様な援助は禁止されていたため、レース後に失格となった。これによって再びモスがレースをリード、ボニエ、マクラーレン、フィル・ヒルがこれに続いた。
60周目にモスは修理のためピットインした。彼はフィル・ヒルの後でコースに復帰、その後前の車を全て抜いてトップに返り咲いた。ボニエはギアボックスのトラブルで2位から陥落、トップのモスの後にマクラーレン、フィル・ヒルが続いた。グラハム・ヒルは66周目にクラッシュ、この時点でコース上には4台しか残っていなかった。これによって、ガーニーとボニエは損傷した車両のままコースに復帰し5位、6位に入り、ポイントを獲得した。
レースはモスが制し、ロータスにとってコンストラクターとして初の勝利を献上した。モスにとっては1956年以来2度目のモナコでの勝利となった。マクラーレンが2位に入り、ファステストラップを記録、ドライバーズランキングのリードも広げた。コンストラクターズランキングではクーパーがフェラーリに対してリードを広げた。ロータスは1ポイント差で3位に浮上した。フィル・ヒルが3位で表彰台を獲得、ブルックスは1周遅れの4位となった。ボニエとガーニーは破損した車でゴールし、5位、6位となった。ギンサーはデビュー戦で初のポイントを獲得した。

## エントリーリスト
| リヴェントロウ・オートモビルズ・インク     | 0  | スターリング・モス                 | スカラブ・タイプ1         | スカラブ 2.4 L4       | G |
| リヴェントロウ・オートモビルズ・インク     | 46 | チャック・デイ                     | スカラブ・タイプ1         | スカラブ 2.4 L4       | G |
| リヴェントロウ・オートモビルズ・インク     | 48 | ランス・リヴェントロウ             | スカラブ・タイプ1         | スカラブ 2.4 L4       | G |
| オーウェン・レーシング・オーガニゼーション | 02 | ヨアキム・ボニエ                   | BRM・P48                  | BRM 2.5 L4            | D |
| オーウェン・レーシング・オーガニゼーション | 04 | ダン・ガーニー                     | BRM・P48                  | BRM 2.5 L4            | D |
| オーウェン・レーシング・オーガニゼーション | 06 | グラハム・ヒル                     | BRM・P48                  | BRM 2.5 L4            | D |
| クーパー・カー・カンパニー                 | 08 | ジャック・ブラバム                 | クーパー・T53             | クライマックス 2.5 L4 | D |
| クーパー・カー・カンパニー                 | 10 | ブルース・マクラーレン             | クーパー・T53             | クライマックス 2.5 L4 | D |
| フレッド・タック・カーズ                   | 12 | ブルース・ハルフォード             | クーパー・T51             | クライマックス 2.5 L4 | D |
| ハイ・エフィシエンシー・モータース         | 14 | ロイ・サルヴァドーリ               | クーパー・T51             | クライマックス 2.5 L4 | D |
| ヨーマン・クレジット・レーシング・チーム   | 16 | クリス・ブリストウ                 | クーパー・T51             | クライマックス 2.5 L4 | D |
| ヨーマン・クレジット・レーシング・チーム   | 18 | トニー・ブルックス                 | クーパー・T51             | クライマックス 2.5 L4 | D |
| ブライアン・ネイラー                       | 20 | ブライアン・ネイラー               | JBW Type 1                | マセラティ 2.5 L4     | D |
| チーム・ロータス                           | 22 | イネス・アイルランド               | ロータス・18              | クライマックス 2.5 L4 | D |
| チーム・ロータス                           | 24 | アラン・ステイシー                 | ロータス・18              | クライマックス 2.5 L4 | D |
| チーム・ロータス                           | 26 | ジョン・サーティース               | ロータス・18              | クライマックス 2.5 L4 | D |
| ロブ・ウォーカー・レーシングチーム         | 28 | スターリング・モス                 | ロータス・18              | クライマックス 2.5 L4 | D |
| スクーデリア・カステロッティ               | 30 | ジョルジオ・スカルラッティ         | クーパー・T51             | カステロッティ 2.5 L4 | D |
| スクーデリア・カステロッティ               | 30 | ジーノ・ムナロン                   | クーパー・T51             | カステロッティ 2.5 L4 | D |
| スクーデリア・フェラーリ                   | 32 | クリフ・アリソン                   | フェラーリ・ディーノ246F1 | フェラーリ 2.4 V6     | D |
| スクーデリア・フェラーリ                   | 34 | リッチー・ギンサー                 | フェラーリ・ディーノ246P  | フェラーリ 2.4 V6     | D |
| スクーデリア・フェラーリ                   | 36 | フィル・ヒル                       | フェラーリ・ディーノ256F1 | フェラーリ 2.4 V6     | D |
| スクーデリア・フェラーリ                   | 38 | ヴォルフガング・フォン・トリップス | フェラーリ・ディーノ256F1 | フェラーリ 2.4 V6     | D |
| スクーデリア・セントロ・スッド             | 40 | マステン・グレゴリー               | クーパー・T51             | マセラティ 2.5 L4     | D |
| スクーデリア・セントロ・スッド             | 42 | イアン・バージェス                 | クーパー・T51             | マセラティ 2.5 L4     | D |
| スクーデリア・セントロ・スッド             | 44 | モーリス・トランティニアン         | クーパー・T51             | マセラティ 2.5 L4     | D |
| 出典:                                      |    |                                    |                           |                       |   |

注：
1. 1 2  ジョルジオ・スカルラッティとジーノ・ムナロンは#30のクーパーで出場する予定であった。スカルラッティはプラクティスでドライブしたが、予選落ちした。

## 結果

### 予選
| 順位 | ドライバー                         | コンストラクター        | タイム     | 最高速      | グリッド |
| ---- | ---------------------------------- | ----------------------- | ---------- | ----------- | -------- |
| 01   | スターリング・モス                 | ロータス-クライマックス | 1:36.3     | 117.57 km/h | 01       |
| 02   | ジャック・ブラバム                 | クーパー-クライマックス | 1:37.3     | 116.36 km/h | 02       |
| 03   | トニー・ブルックス                 | クーパー-クライマックス | 1:37.7     | 115.89 km/h | 03       |
| 04   | クリス・ブリストウ                 | クーパー-クライマックス | 1:37.7     | 115.89 km/h | 04       |
| 05   | ヨアキム・ボニエ                   | BRM                     | 1:37.7     | 115.89 km/h | 05       |
| 06   | グラハム・ヒル                     | BRM                     | 1:38.0     | 115.53 km/h | 06       |
| 07   | イネス・アイルランド               | ロータス-クライマックス | 1:38.2     | 115.30 km/h | 07       |
| 08   | ヴォルフガング・フォン・トリップス | フェラーリ              | 1:38.3     | 115.18 km/h | 08       |
| 09   | リッチー・ギンサー                 | フェラーリ              | 1:38.6     | 114.83 km/h | 09       |
| 10   | フィル・ヒル                       | フェラーリ              | 1:38.6     | 114.83 km/h | 10       |
| 11   | ブルース・マクラーレン             | クーパー-クライマックス | 1:38.6     | 139.44 km/h | 11       |
| 12   | ロイ・サルヴァドーリ               | クーパー-クライマックス | 1:38.7     | 114.71 km/h | 12       |
| 13   | アラン・ステイシー                 | ロータス-クライマックス | 1:38.9     | 114.48 km/h | 13       |
| 14   | ダン・ガーニー                     | BRM                     | 1:38.9     | 114.48 km/h | 14       |
| 15   | ジョン・サーティース               | ロータス-クライマックス | 1:39.0     | 114.36 km/h | 15       |
| 16   | モーリス・トランティニアン         | クーパー-マセラティ     | 1:39.1     | 114.25 km/h | 16       |
| DNQ  | ブルース・ハルフォード             | クーパー-クライマックス | 1:39.6     | 113.67 km/h | -        |
| DNQ  | クリフ・アリソン                   | フェラーリ              | 1:39.7     | 113.56 km/h | -        |
| DNQ  | ブライアン・ネイラー               | JBW                     | 1:40.3     | 112.88 km/h | -        |
| DNQ  | マステン・グレゴリー               | クーパー-マセラティ     | 1:41.6     | 111.44 km/h | -        |
| DNQ  | チャック・デイ                     | スカラブ                | 1:46.7     | 106.11 km/h | -        |
| DNQ  | ジョルジオ・スカルラッティ         | クーパー-カステロッティ | 1:47.4     | 105.42 km/h | -        |
| DNQ  | ランス・リヴェントロウ             | スカラブ                | 1:48.5     | 104.35 km/h | -        |
| DNQ  | イアン・バージェス                 | クーパー-マセラティ     | 1:49.1     | 103.78 km/h | -        |
| DNQ  | ジーノ・ムナロン                   | クーパー-カステロッティ | ノータイム |             | -        |

### 決勝
| 順位 | No | 国籍                 | ドライバー                         | コンストラクター        | 周回 | タイム/リタイア原因 | グリッド | ポイント |
| ---- | -- | -------------------- | ---------------------------------- | ----------------------- | ---- | ------------------- | -------- | -------- |
| 1    | 28 | イギリスの旗         | スターリング・モス                 | ロータス-クライマックス | 100  | 2:53:45.5           | 1        | 8        |
| 2    | 10 | ニュージーランドの旗 | ブルース・マクラーレン             | クーパー-クライマックス | 100  | + 52.1              | 11       | 6        |
| 3    | 36 | アメリカ合衆国の旗   | フィル・ヒル                       | フェラーリ              | 100  | + 1:01.9            | 10       | 4        |
| 4    | 18 | イギリスの旗         | トニー・ブルックス                 | クーパー-クライマックス | 99   | + 1 Lap             | 3        | 3        |
| 5    | 2  | スウェーデンの旗     | ヨアキム・ボニエ                   | BRM                     | 83   | + 17 Laps           | 5        | 2        |
| 6    | 34 | アメリカ合衆国の旗   | リッチー・ギンサー                 | フェラーリ              | 70   | + 30 Laps           | 9        | 1        |
| 7    | 6  | イギリスの旗         | グラハム・ヒル                     | BRM                     | 66   | スピン              | 6        |          |
| 8    | 38 | ドイツの旗           | ヴォルフガング・フォン・トリップス | フェラーリ              | 61   | クラッチ            | 8        |          |
| 9    | 22 | イギリスの旗         | イネス・アイルランド               | ロータス-クライマックス | 56   | + 44 Laps           | 7        |          |
| Ret  | 4  | アメリカ合衆国の旗   | ダン・ガーニー                     | BRM                     | 44   | サスペンション      | 14       |          |
| DSQ  | 8  | オーストラリアの旗   | ジャック・ブラバム                 | クーパー-クライマックス | 40   | 失格                | 2        |          |
| Ret  | 14 | イギリスの旗         | ロイ・サルヴァドーリ               | クーパー-クライマックス | 29   | オーバーヒート      | 12       |          |
| Ret  | 24 | イギリスの旗         | アラン・ステイシー                 | ロータス-クライマックス | 23   | シャシー            | 13       |          |
| Ret  | 16 | イギリスの旗         | クリス・ブリストウ                 | クーパー-クライマックス | 17   | ギアボックス        | 4        |          |
| Ret  | 26 | イギリスの旗         | ジョン・サーティース               | ロータス-クライマックス | 17   | トランスミッション  | 15       |          |
| Ret  | 44 | フランスの旗         | モーリス・トランティニアン         | クーパー-マセラティ     | 4    | ギアボックス        | 16       |          |
| DNQ  | 12 | イギリスの旗         | ブルース・ハルフォード             | クーパー-クライマックス |      |                     |          |          |
| DNQ  | 32 | イギリスの旗         | クリフ・アリソン                   | フェラーリ              |      |                     |          |          |
| DNQ  | 20 | イギリスの旗         | ブライアン・ネイラー               | JBW-マセラティ          |      |                     |          |          |
| DNQ  | 40 | アメリカ合衆国の旗   | マステン・グレゴリー               | クーパー-マセラティ     |      |                     |          |          |
| DNQ  | 46 | アメリカ合衆国の旗   | チャック・デイ                     | スカラブ                |      |                     |          |          |
| DNQ  | 30 | イタリアの旗         | ジョルジオ・スカルラッティ         | クーパー-カステロッティ |      |                     |          |          |
| DNQ  | 48 | アメリカ合衆国の旗   | ランス・リヴェントロウ             | スカラブ                |      |                     |          |          |
| DNQ  | 42 | イギリスの旗         | イアン・バージェス                 | クーパー-マセラティ     |      |                     |          |          |

## メモ
- ポールポジション：スターリング・モス - 1:36.3
- ファステストラップ：ブルース・マクラーレン - 1:36.2
- ロータスがF1世界選手権における初勝利を達成した。
- ジャック・ブラバムはスピンの後押しがけをしたことで失格となった。

## 第2戦終了時点でのランキング
|   | 順位 | ドライバー               | ポイント |
| - | ---- | ------------------------ | -------- |
|   | 1    | ブルース・マクラーレン   | 14       |
| 4 | 2    | スターリング・モス       | 8        |
| 1 | 3    | クリフ・アリソン         | 6        |
| 5 | 4    | フィル・ヒル             | 4        |
| 2 | 5    | カルロス・メンディテギー | 3        |

|   | 順位 | コンストラクター        | ポイント |
| - | ---- | ----------------------- | -------- |
|   | 1    | クーパー-クライマックス | 14       |
|   | 2    | フェラーリ              | 10       |
| 1 | 3    | ロータス-クライマックス | 9        |
| 1 | 4    | クーパー-マセラティ     | 3        |
|   | 5    | BRM                     | 2        |

- 注: ドライバー、コンストラクター共にトップ5のみ表示。

## 参照
1. ↑  “1960 Monaco Grand Prix”.   formula1.com. 2014年12月22日時点のオリジナルよりアーカイブ。2015年9月20日閲覧。

| 前戦 1960年アルゼンチングランプリ | FIA F1世界選手権 1960年シーズン | 次戦 1960年インディ500          |
| 前回開催 1959年モナコグランプリ   | モナコグランプリ                | 次回開催 1961年モナコグランプリ |